# ديفيد هيدالغو جونيور
ديفيد هيدالغو جونيور (بالإنجليزية: David Hidalgo, Jr.)‏ هو موسيقي أمريكي، ولد في 30 أغسطس 1984.

## وصلات خارجية
- ديفيد هيدالغو جونيور على موقع ميوزك برينز (الإنجليزية)
- ديفيد هيدالغو جونيور على موقع أول ميوزيك (الإنجليزية)
- ديفيد هيدالغو جونيور على موقع ديسكوغز (الإنجليزية)